# Septuaginta-Psalter

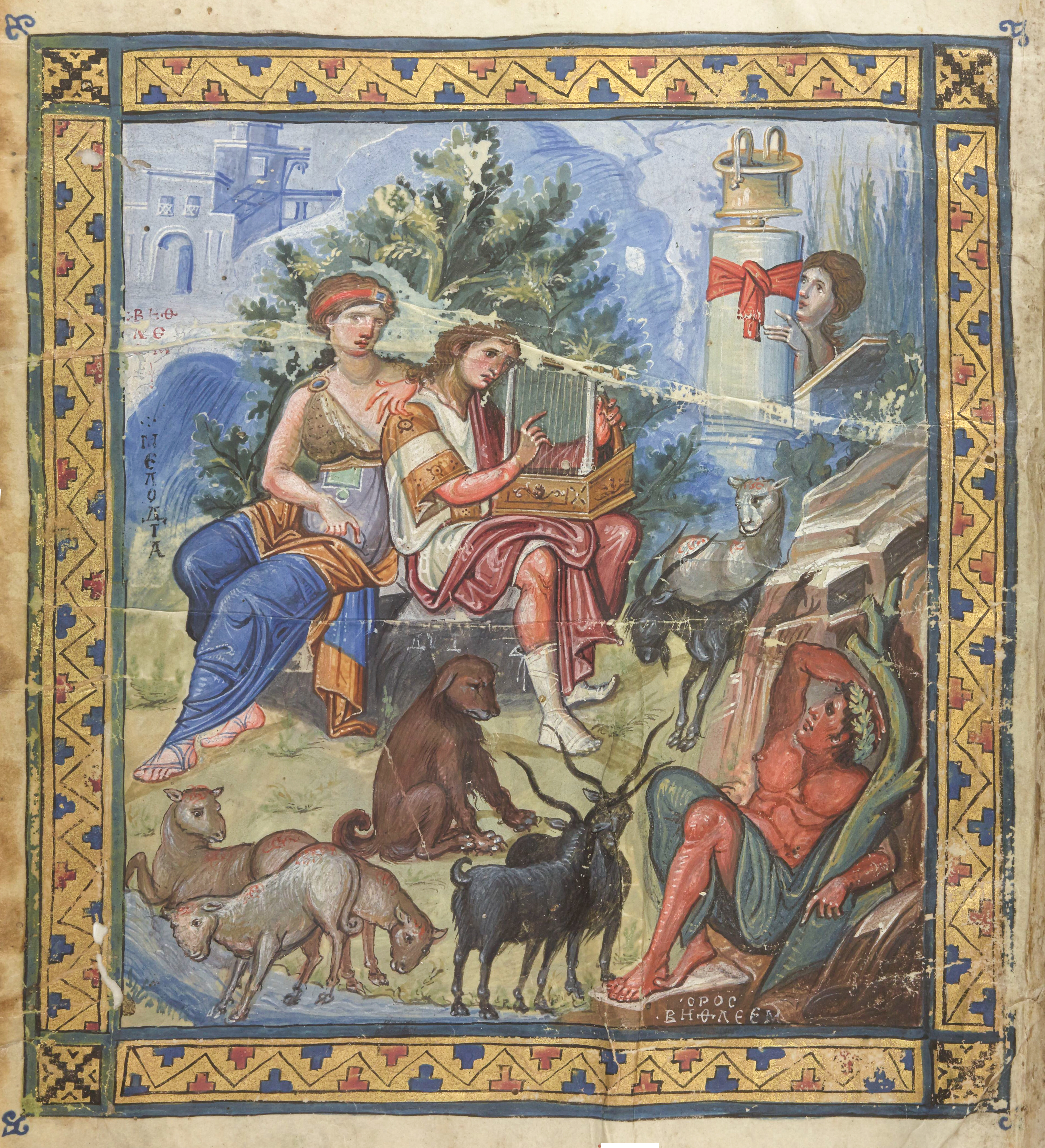
Musizierender David, Pariser Psalter (Konstantinopel um 960)

Der Septuaginta-Psalter (auch LXX-Psalter) ist die antike jüdische Übersetzung des Buchs der Psalmen aus der hebräischen in die griechische Sprache (Koine).

## Entstehungszeit und -ort
Bei der Übersetzung von Psalm 59LXX und Psalm 107LXX wurden wahrscheinlich Hinweise auf Judas Makkabäus eingefügt: Sowohl Ps 59 (60), 9 als auch Ps 107 (108), 9 enthält die Formulierung „Judas mein König“ (altgriechisch Ιουδας βασιλεύς μου Ioudas basileús mou). Im hebräischen Text liest man dagegen: „Juda (ist) mein Herrscherstab“. Judas herrschte von 166 bis 161/160 v. Chr.; damit ist ein ungefährer frühestmöglicher Zeitpunkt für die Übersetzung gegeben, so Joachim L. W. Schaper. Allerdings führte Judas nicht den Königstitel. Das gleiche Phänomen (die Person Judas anstelle des Stammes Juda) findet sich auch in der Septuaginta-Version von Sach 14,12–21 , worauf Thomas Pola hinweist.
Arie van der Kooij vergleicht zwei Stellen im Septuaginta-Psalter mit Passagen im 1. Buch der Makkabäer (Psalm 78LXX, 2f. und 1 Makk 7,17  sowie Psalm 109LXX, 4 und 1 Makk 14,41 ). Beide Übersetzungen zeigen demnach ein spezielles Konzept von Priesterkönigtum und entstanden daher wahrscheinlich in hasmonäerfreundlichen Kreisen. Damit lässt sich eine Entstehung des Septuaginta-Psalters im Hasmonäerreich wahrscheinlich machen. Ein weiteres Argument ist, dass der Septuaginta-Psalter mehrfach das Wort altgriechisch βᾶρις bãris (Festung) bzw. altgriechisch πυργόβαρις pyrgóbaris verwendet, das Hieronymus als ein nur in Palästina übliches Wort bezeichnete.

## Die hebräische Vorlage

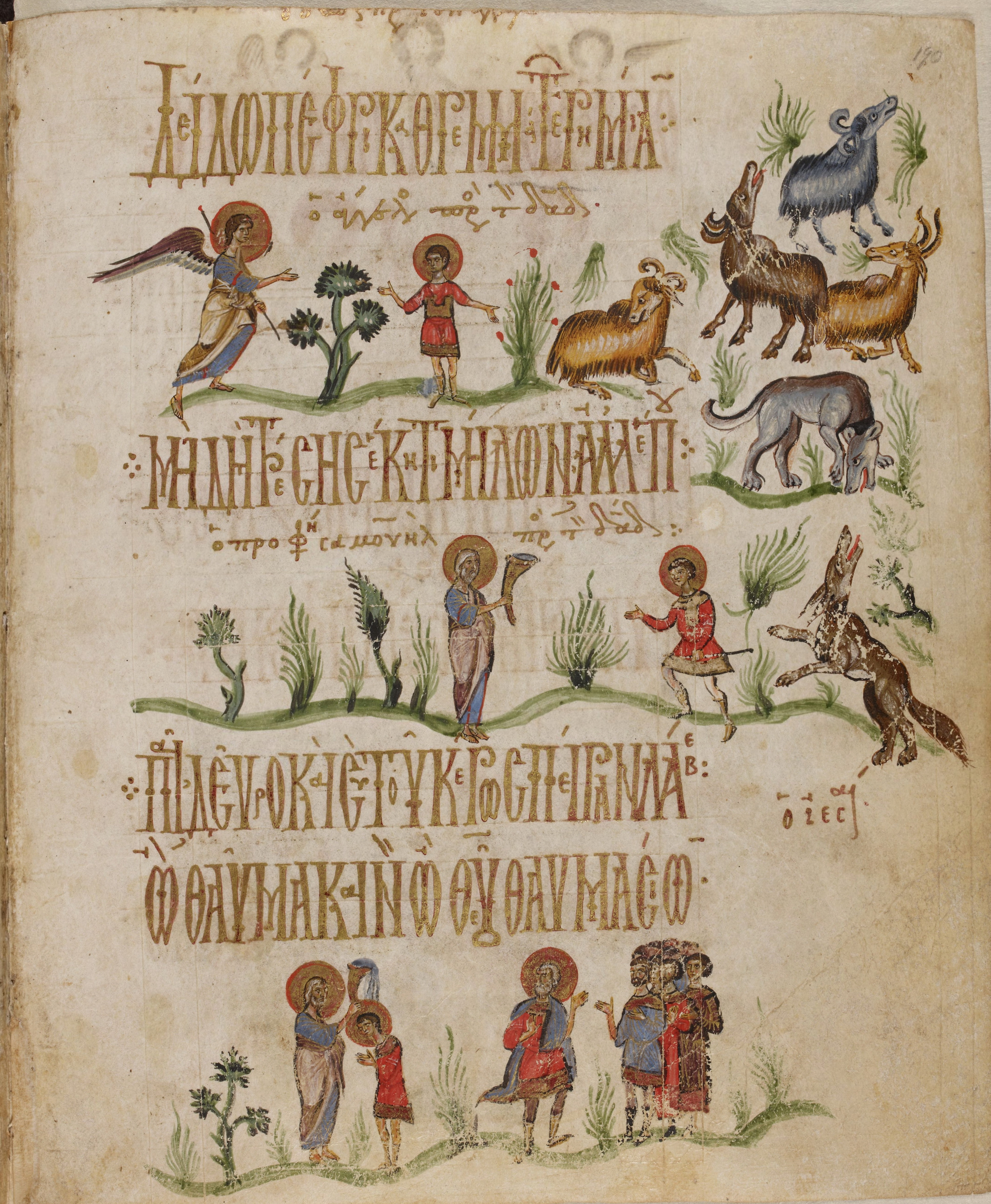
Samuel salbt David zum König, Theodor-Psalter (Konstantinopel 1066)

Der hebräische Text, welcher den griechischen Übersetzern vorlag, scheint sich nur wenig vom Masoretischen Text unterschieden zu haben. Jedenfalls lassen sich die Abweichungen des Septuaginta- vom hebräischen Psalter nur sehr selten durch eine anderslautende hebräische Vorlage begründen. Häufiger ist folgendes Phänomen: Buchstaben, die sich in der hebräischen Schrift ähnlich sehen (vor allem Dalet ד und Resch ר), wurden vertauscht, was zu einem anderen Textverständnis führte. Ein Beispiel: „Überliefere nicht den Tieren eine Seele, die dich preist“ (Psalm 73LXX, 19) ist ein Missverständnis des hebräischen Textes: „Gib das Leben deiner Taube nicht dem Raubtier preis!“ In der Vorlage stand hebräisch תורך tôrekhā „deine Taube“, aber der Übersetzer las hebräisch תודך tôdekhā „die dich preist“.
Der Psalmtext wird im Septuaginta-Psalter anders abgeteilt als im Masoretischen Text, so dass sich die Nummerierung verschiebt:
| Hebräische Tradition | Griechische Tradition |
| -------------------- | --------------------- |
| Ps 1–8               | Ps 1–8                |
| Ps 9–10              | Ps 9                  |
| Ps 11–113            | Ps 10–112             |
| Ps 114–115           | Ps 113                |
| Ps 116,1–9           | Ps 114                |
| Ps 116,10–19         | Ps 115                |
| Ps 117–146           | Ps 116–145            |
| Ps 147,1–11          | Ps 146                |
| Ps 147,12–30         | Ps 147                |
| Ps 148–150           | Ps 148–150            |

Der Septuaginta-Psalter endet mit Psalm 151, der folgende Überschrift trägt: „Dieser Psalm ist eigens verfasst im Hinblick auf David, und (er steht) außerhalb der Zählung; als er allein kämpfte gegen Goliad.“ Die griechischen Psalmüberschriften weichen erheblich von jenen des Masoretischen Textes ab. Sie ordnen den jeweiligen Psalm teils liturgisch, teils historisierend (in die Biografie Davids) ein.

## Der griechische Text

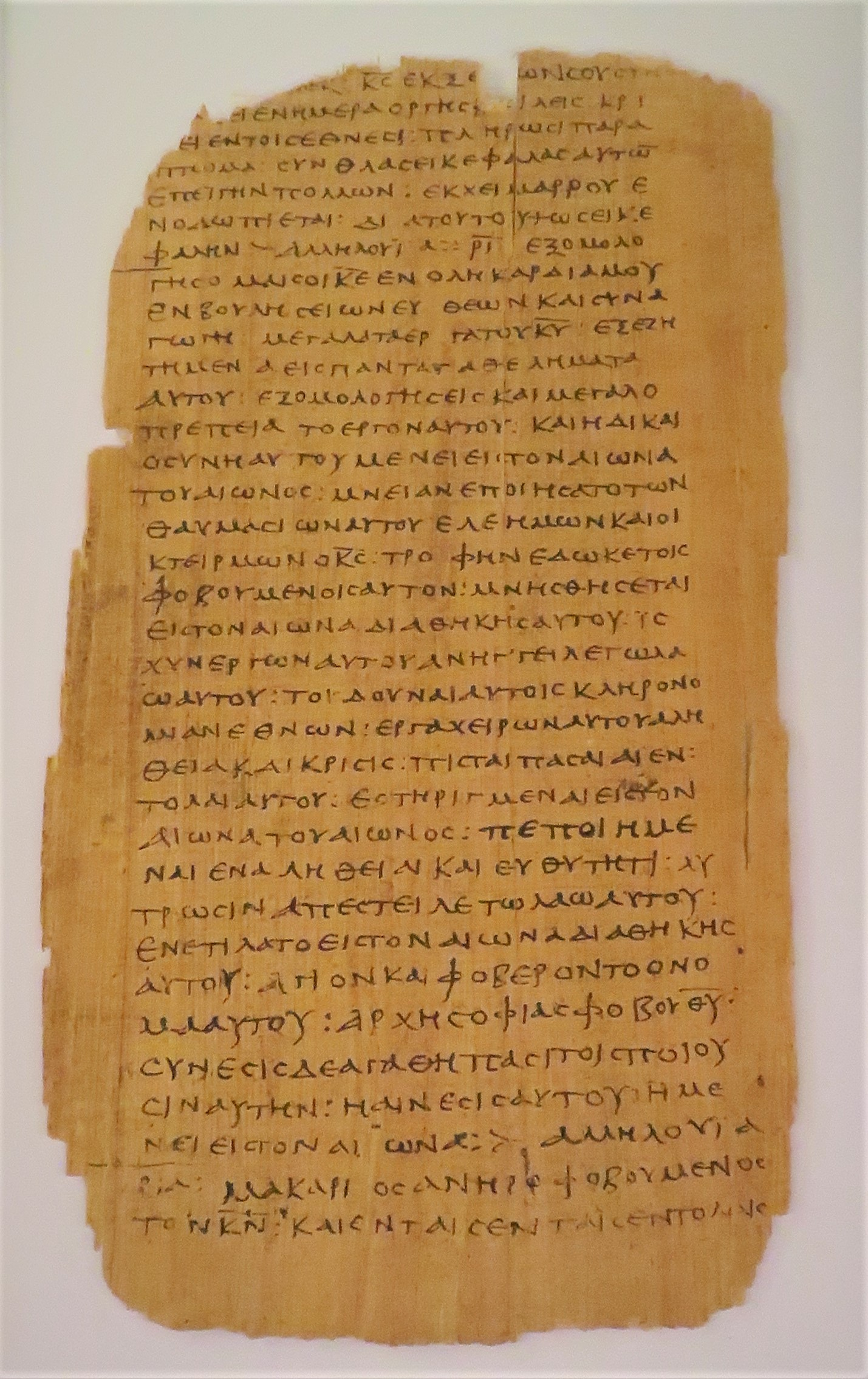
Blatt des Papyrus Bodmer 24 (Museum of the Bible)

Die Göttinger Akademie der Wissenschaften hat Anfang 2020 eine Arbeitsstelle eingerichtet, die eine Editio critica maior des griechischen Psalters erstellen soll. Dafür sind 21 Jahre veranschlagt. Bis dahin ist die Textedition von Alfred Rahlfs, Psalmi cum Odis (1. Auflage 1931) maßgeblich. Rahlfs strebte an, den ältesten erreichbaren Septuaginta-Text (Old Greek) festzustellen, und stützte sich dabei auf drei alte Textfamilien: den oberägyptischen, den unterägyptischen und den westlichen Text, die er zudem mit dem Masoretischen Text verglich. Seit 1931 wurden frühe Septuaginta-Manuskripte entdeckt, die Rahlfs nicht benutzen konnte, vor allem der Papyrus Bodmer 24, der die Psalmen 17–118 enthält, und bei der Erstpublikation (Rodolphe Kasser, Michel Testuz 1967) ins 3./4. Jahrhundert datiert wurde, von Dominique Barthélemy sogar ins 2. Jahrhundert.

## Übersetzungstechnik
Albert Pietersma vertritt die These, dass der Septuaginta-Psalter ursprünglich eine Wort-für-Wort-Übersetzung gewesen sei, die nur dort, wo der hebräische Text dunkel war, freier übersetzte, um dem Leser einen sinnvollen Text bieten zu können. Mit den Schwinden der Hebräischkenntnisse in der jüdischen Diaspora sei der Septuaginta-Psalter dann auch als eigenständiger Text gelesen worden. Ob hinter dem Septuaginta-Psalter nun eine Übersetzerpersönlichkeit steht oder eine Gruppe von Personen sich die Arbeit teilte: Ihr Werk macht jedenfalls einen relativ geschlossenen Eindruck. Bei der Wortwahl scheint der Pentateuch, der ja schon auf Griechisch vorlag, vorbildhaft gewesen zu sein. Während der hebräische Psalter ein poetisches Vokabular aufweist, wurde beim Septuaginta-Psalter nicht der Versuch unternommen, sprachliche Anleihen bei der griechischen Dichtung zu machen.
Der oder die Übersetzer schufen ein Vorzugsvokabular, indem sie mehrere verschiedene hebräische Wörter durch das gleiche griechische Wort wiedergaben; das bekannteste Beispiel ist altgriechisch νόμος nómos „Gesetz“. Andere Vorzugsvokabeln (βουλή, ἐπιποθεῖν, εὐδοκία, καταιγίς, ὀργή, σαλεύεσθαι, ταπεινοῦν, ταράσσειν) sind wohl darauf zurückzuführen, dass die hebräische Bedeutung vieler Vokabeln nicht genau bekannt war und man daher Nuancen in der Übersetzung nicht wiedergeben konnte. Manchmal scheint beim Übersetzen der Sinn des Textes nicht klar gewesen zu sein („Verlegenheitsübersetzung“).

## Theologische Akzente
Im hebräischen Psalter kommen Begriffe wie Fels, Schild, Burg vor, mit denen das Ich sein Vertrauen in die Zuverlässigkeit Gottes zum Ausdruck bringt. Der Septuaginta-Psalter ersetzt diese Metaphern durch Begriffe wie Gott, Stärke, Helfer. Hier zeigt sich wahrscheinlich ein stärker transzendentes Gottesbild.
Der Text der hebräischen Vorlage von Psalm 109LXX ist dunkel. In der Septuagintafassung feiert der Psalm den messianischen König:
| Masoretischer Text (Biblia Hebraica Stuttgartensia)  | Übersetzung (Revidierte Einheitsübersetzung)                 | Griechischer Text (ed. Rahlfs)            | Übersetzung (Septuaginta Deutsch)                                     |
| ---------------------------------------------------- | ------------------------------------------------------------ | ----------------------------------------- | --------------------------------------------------------------------- |
| עַמְּךָ֣ נְדָבֹת֮ בְּיֹ֪ום חֵ֫ילֶ֥ךָ בְּֽהַדְרֵי־קֹ֖דֶשׁ מֵרֶ֣חֶם מִשְׁחָ֑ר לְ֝ךָ֗ טַ֣ל יַלְדֻתֶֽיךָ׃ | Dein Volk ist Bereitschaft am Tag deiner Macht.              | μετὰ σοῦ ἡ ἀρχὴ ἐν ἡμέρᾳ τῆς δυνάμεώς σου | Mit dir ist die Herrschaft am Tag deiner Macht                        |
| עַמְּךָ֣ נְדָבֹת֮ בְּיֹ֪ום חֵ֫ילֶ֥ךָ בְּֽהַדְרֵי־קֹ֖דֶשׁ מֵרֶ֣חֶם מִשְׁחָ֑ר לְ֝ךָ֗ טַ֣ל יַלְדֻתֶֽיךָ׃ | In der Pracht der Heiligkeit,                                | ἐν ταῖς λαμπρότησιν τῶν ἁγίων·            | im Glanz der Heiligen;                                                |
| עַמְּךָ֣ נְדָבֹת֮ בְּיֹ֪ום חֵ֫ילֶ֥ךָ בְּֽהַדְרֵי־קֹ֖דֶשׁ מֵרֶ֣חֶם מִשְׁחָ֑ר לְ֝ךָ֗ טַ֣ל יַלְדֻתֶֽיךָ׃ | aus dem Schoß der Morgenröte, für dich ist Tau deine Jugend. | ἐκ γαστρὸς πρὸ ἑωσφόρου ἐξεγέννησά σε.    | aus dem Leib habe ich dich hervorgebracht (noch) vor dem Morgenstern. |

In der Diskussion steht, ob der Übersetzer selbst stark messianisch und eschatologisch geprägt war oder ob das mehr die frühen Leserkreise des Septuaginta-Psalters kennzeichnet.

## Wirkungsgeschichte
Der Septuaginta-Psalter wurde von Philon von Alexandria oft verwendet und war auch den Septuaginta-Übersetzern des Buchs Jesaja und des Buchs der Sprüche bekannt.
Wenn die Autoren des Neuen Testaments den Psalter zitieren, so ist dies der Septuaginta-Psalter. Besonders ausgeprägt ist dies in der Passionsgeschichte der synoptischen Evangelien, dem Johannesevangelium als ganzes, bei Paulus von Tarsus (Römerbrief, beide Korintherbriefe) und im Hebräerbrief. Der Septuaginta-Psalter wird auch im Ersten Clemensbrief, dem Barnabasbrief und von Justin dem Märtyrer (Dialog mit dem Juden Tryphon) häufig zitiert.

### Textausgaben
- Alfred Rahlfs, Robert Hanhart: Septuaginta: Id Est Vetus Testamentum Graece Iuxta LXX Interpretes. Deutsche Bibelgesellschaft, Stuttgart 2006, ISBN 3-438-05119-2.
- Alfred Rahlfs: Psalmi cum Odis (= Septuaginta: Vetus Testamentum Graecum, auctoritate Academiae Litterarum Gottingensis editum. Band 10). Vandenhoeck & Ruprecht, 3. durchgesehene Auflage Göttingen 1979.
- Wolfgang Kraus, Martin Karrer (Hrsg.): Septuaginta Deutsch. Das griechische Alte Testament in deutscher Übersetzung. Deutsche Bibelgesellschaft, Stuttgart 2009, ISBN 978-3-438-05122-6. (Wissenschaftliche Übersetzung des Psalters durch Michaela Bauks, Eberhard Bons, Ralph Brucker, Thomas J. Kraus, Stefan Seiler, Nathalie Siffer-Wiederhold, Frank Austermann, Ariane Cordes)

### Einführungen, Überblicksdarstellungen
- Bernd Janowski: Psalmen/Psalter II. Altes Testament, 3. Septuaginta-Psalter. In: Religion in Geschichte und Gegenwart (RGG). 4. Auflage. Band 6, Mohr-Siebeck, Tübingen 2003, Sp. 1774.
- Staffan Olofsson: The Psalter. In: Alison G. Salvesen, Timothy Michael Law (Hrsg.): The Oxford Handbook of the Septuagint. Oxford University Press, New York u. a. 2021, S. 337–352.
- Joachim L. W. Schaper: The Septuagint Psalter. In: William P. Brown (Hrsg.): The Oxford Handbook of the Psalms. Oxford University Press, New York u. a. 2014, S. 173–184. ISBN 978-0-19-978333-5.

### Einzeluntersuchungen
- Anneli Aejmelaeus, Udo Quast (Hrsg.): Der Septuaginta-Psalter und seine Tochterübersetzungen: Symposium in Göttingen 1997. Vandenhoeck & Ruprecht, Göttingen 2000. ISBN 3-525-82502-1.
- Felix Albrecht: Report on the Göttingen Septuagint. In: Textus 29 (2020), S. 201–220. (online)
- Frank Austermann: Von der Tora zum Nomos: Untersuchungen zur Übersetzungsweise und Interpretation im Septuaginta-Psalter. Vandenhoeck & Ruprecht, Göttingen 2003. ISBN 978-3-525-82529-7.
- Alma Brodersen: The end of the Psalter: Psalms 146-150 in the Masoretic Text, the Dead Sea Scrolls, and the Septuagint. De Gruyter, Berlin / Bostion 2017. ISBN 978-3-11-053476-4.
- Gregor Emmenegger: Der Text des koptischen Psalters aus al-Mudil: ein Beitrag zur Textgeschichte der Septuaginta und zur Textkritik koptischer Bibelhandschriften, mit der kritischen Neuausgabe des Papyrus 37 der British Library London (U) und des Papyrus 39 der Leipziger Universitätsbibliothek (2013). De Gruyter, Berlin u. a. 2007. ISBN 978-3-11-019948-2.
- Robert J. V. Hiebert (Hrsg.): The Old Greek Psalter: Studies in Honour of Albert Pietersma (= Journal for the Study of the Old Testament, Supplement Series. Band 332). Sheffield Academic Press, Sheffield 2001, ISBN 1-84127-209-4.
- Jonathan Hong: Der ursprüngliche Septuaginta-Psalter und seine Rezensionen: eine Untersuchung anhand der Septuaginta-Psalmen 2; 8; 33; 49 und 103. Kohlhammer, Stuttgart 2019. ISBN 978-3-17-036436-3.
- Olivier Munnich: La Septante des Psaumes et le groupe kaige. In: Vetus Testamentum 33 (1983), S. 75–89.
- Ulrich Rüsen-Weinhold: Der Septuagintapsalter im Neuen Testament: eine textgeschichtliche Untersuchung. Neukirchener Verlag, Neukirchen-Vluyn 2004. ISBN 3-7887-2064-6.
- Arie van der Kooij: On the Place of Origin of the Old Greek of Psalms. In: Vetus Testamentum 33 (1983), S. 67–74.
- Erich Zenger: Der Septuaginta-Psalter: Sprachliche und theologische Aspekte (= Herders biblische Studien. Band 32). Herder, Freiburg/Br. u. a. 2001. ISBN 3-451-27623-2.